# Beddomeia kershawi
Beddomeia kershawi é uma espécie de gastrópode  da família Hydrobiidae.
É endémica da Austrália.